# Orthomiella fukiensis
Orthomiella fukiensis är en fjärilsart som beskrevs av Forster 1941. Orthomiella fukiensis ingår i släktet Orthomiella och familjen juvelvingar. Inga underarter finns listade i Catalogue of Life.